# Mitsubishi ATD-X

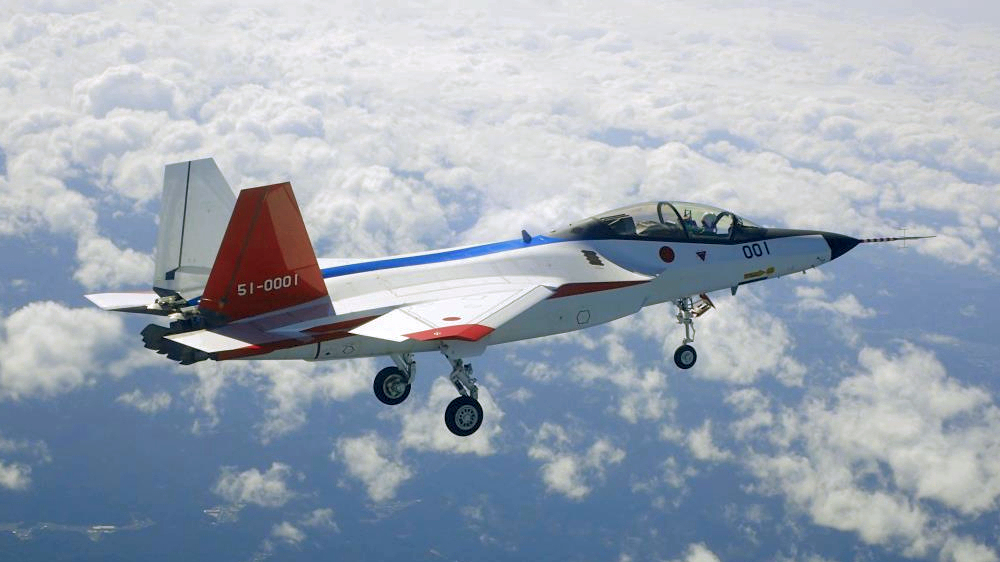
Mitsubishi X-2

Mitsubishi ATD-X (Advanced Technology Demonstrator - X) Shinshin este proiectul un avion de vânătoare japonez de generația a cincea. 